# Середній Уйвай
Середній Уйва́й (рос. Средний Уйвай) — присілок в Якшур-Бодьїнському районі Удмуртії, Росія.
Населення — 1 особа (2010; 5 в 2002).
Національний склад (2002):
- росіяни — 80 %